# Aliz monacói hercegné
Alice Heine (New Orleans, 1858. február 10. – Párizs, 1925. december 22.) monacói hercegné, I. Albert monacói herceg második felesége.

## Élete

### Származása
Az Egyesült Államokban, Louisiana állam New Orleans nevű városának francia negyedében, a Royale utca 900. szám alatt született, Michel Heine zsidó származású francia bankár és ingatlanfejlesztő és Marie Amélie Miltenberger egyetlen leányaként és első gyermekeként. Apja egy német gyökerű, Berlinben és Párizsban tevékeny bankárcsalád sarja volt. Apai nagyszülei Isaac Heine és Judith Michel voltak.
Apja és nagybátyja, Armand Heine a híres német költő, Heinrich Heine unokatestvérei voltak. Michel Heine Bordeaux-ban született, német gyökerekkel 1819. április 19-én, és 1843-ban költözött New Orleans-ba, ahol jelentős üzleti karriert futott be. Alíz édesanyja Joseph Alphonse Miltenberger elzászi-francia származású építészmérnök és kreol felesége, Marie Céleste Dorfeuille leánya volt, a család három villát is építtetett a Royal utcában. Alíznak két öccse született, Paul Henri és Isaac Georges.
Az amerikai polgárháború aztán az 1860-as évek elején arra kényszerítette a családot, hogy visszatérjen Franciaországba, ahol gyorsan a felsőbb körök társasági életének nélkülözhetetlen szereplőjévé váltak, Alíz bájos arcának és a Heinék mesés vagyonának köszönhetően. III. Napóleon francia császárnak Michel és fivére, Armand közösen alapított cége, az A & M Heine kölcsönzött jelentős összeget a poroszokkal vívott háborújához.

### Házassága, gyermekei
Első férje 1875. február 27-től a dúsgazdag, 27 éves Armand de Jumilhac, Richelieu későbbi 7. hercege volt, akitől két gyermeke, egy fia, János Armand és egy leánya, Mária Auguszta született. Házasságkötésük előtt Alíz áttért leendő hitvese hitére, azaz a római katolikus vallásra. Miután 1880-ban megözvegyült, megismerte az elvált egy gyermekes, 40 éves monacói herceget, I. Albertet, akihez 1889. október 30-án hozzá is ment, ám közös gyermekük nem született házasságuk 32 éve során. Albert első hitvese 10 évig egy skót herceg leánya, Lady Mary Victoria Douglas-Hamilton volt, akitől egy fia, Lajos született 1870. július 12-én.
Alíz gyermekei Armand de Jumilhac-tól:
- János Armand (1875. december 21. – 1952. június 30.), Richelieu 8. hercege 1913-ban nőül vette a nála 15 évvel fiatalabb Eleanor Douglas Wise kisasszonyt, nem született gyermekük.
- Mária Auguszta (1879. augusztus 30. – 1974. augusztus 3.), 1905-ben hozzáment a nála négy évvel idősebb Rochefoucauld Gábriel Ferenc grófhoz, aki később megkapta a hercegi rangot is. Egy leányuk született 1906-ban, Anna Alíz Erzsébet Amélia, aki kétszer is férjnél volt, gyermeke nem született.

### Monacó hercegnéjeként
Albert nem volt hűséges Alízhoz, ugyanis négy évig intim viszonyt ápolt egy akkoriban népszerű és szépséges kurtizánnal, Caroline Oteróval, aki emlékirataiban állítólag azt írta, hogy a herceg merevedési gondokkal küszködött.
A hercegné vérbeli üzletasszony volt, aki nagyon sokat tett folyton úton lévő férje helyett a helyi gazdaság fellendítése érdekében. Jelentős szerepe volt abban, hogy Monaco vált a korabeli Európa egyik kulturális fővárosává (pl. opera és balett létesítése által). Még a kor híres és elismert balettkoreográfusát, az orosz Szergej Gyagilevet is megnyerte ügyének.
Bizonyos értelemben ez okozta a vesztét is, mivel a hercegné beleszeretett egy baritonistába. Amikor fény derült az Izidor de Lara-val folytatott liezonjára, Albert állítólag nyilvánosan felpofozta nejét. 1902. május 30-án házasságtörés miatt férje örökre száműzte az udvarból, bár hivatalosan sohasem váltak el. Albert húsz év múlva, 1922. június 26-án a 73 éves korában elhunyt. Alíz ezután már nem ment többé férjhez.
Ezt követően Londonban, a Claridge Hotelben élt, és – hűtlensége ellenére – Alexandra brit királyné egyik legközelebbi barátnőjévé vált. Alíz 1925. december 22-én, 67 éves korában halt meg Párizsban, végső nyughelye pedig a Père-Lachaise temetőben van. A hercegné egykori new orleans-i otthona ma az Amélia Kávéháznak ad helyet, ahol nagyobb rendezvényeket, például esküvőket, fogadásokat is szoktak tartani.
| Előző Mérode-i Antónia | Monaco (uralkodó) hercegnéje 1889 – 1902 | Következő Ghislaine Dommanget |

## Fordítás
Ez a szócikk részben vagy egészben  az   Alice Heine című angol Wikipédia-szócikk fordításán alapul.  Az eredeti cikk szerkesztőit annak laptörténete sorolja fel. Ez a jelzés csupán a megfogalmazás eredetét és a szerzői jogokat jelzi, nem szolgál a cikkben szereplő információk forrásmegjelöléseként.